# 卡門玉米捲管螺
卡門玉米捲管螺（学名：Inquisitor carmen）为捲管螺科玉米捲管螺屬下的一个种。